# Трюфель (конфеты)

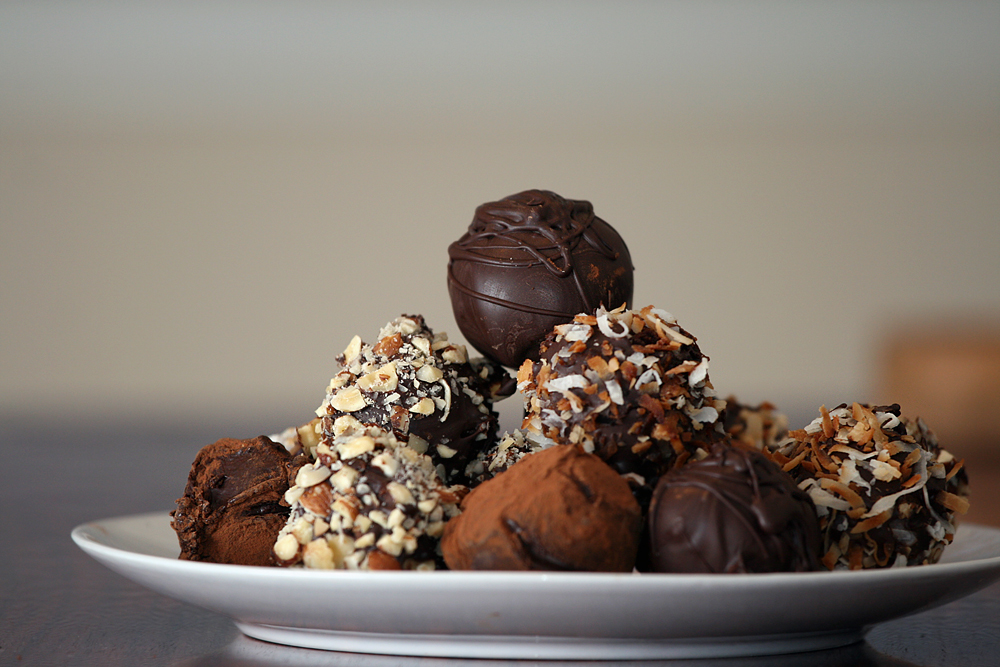
Трюфели с различными видами обсыпки

Трю́фель (фр. truffe) — шоколадная конфета округлой формы с начинкой из ганаша. Эти конфеты были названы в честь одноимённого гриба благодаря схожему внешнему виду.
Классические трюфели представляют собой круглую конфету из ганаша (крем из шоколада, сливок и сливочного масла), которую глазируют расплавленным шоколадом и затем обваливают в порошке какао, молотых орехах или вафельной крошке или украшают узорами из шоколада. В ганаш часто добавляют различные вкусовые добавки, в том числе алкогольные напитки (коньяк, ром, ликёры).
В условиях массового производства (например, в местах общественного питания) трюфели иногда изготовляются путём заполнения начинкой готовых шоколадных скорлупок, что сокращает трудоёмкость и время изготовления.
В СССР наибольшее распространение получили твёрдые трюфели конусной формы, в то время как европейские разновидности могут быть мягкими и полужидкими. Во времена дефицита конфеты часто изготавливали в домашних условиях, используя сухое молоко или детскую смесь.